# Matricaria sevanensis
Matricaria sevanensis là một loài thực vật có hoa trong họ Cúc. Loài này được (Manden.) Rauschert mô tả khoa học đầu tiên năm 1974.